# 2008년 하계 올림픽 엘살바도르 선수단
2008년 하계 올림픽 엘살바도르 선수단은 2008년 8월 8일에서 8월 24일까지 중화인민공화국 베이징에서 열린 2008년 하계 올림픽에 참가한 올림픽 엘살바도르 선수단이다.

## 출전 선수
| 종목   | 남자 | 여자 | 전체 |
| ------ | ---- | ---- | ---- |
| 육상   | 1    | 1    | 2    |
| 사이클 | 1    | 1    | 2    |
| 유도   | 1    | 0    | 1    |
| 조정   | 0    | 1    | 1    |
| 사격   | 0    | 1    | 1    |
| 수영   | 0    | 1    | 1    |
| 테니스 | 1    | 0    | 1    |
| 역도   | 0    | 1    | 1    |
| 레슬링 | 0    | 1    | 1    |
| 전체   | 4    | 7    | 11   |

## 같이 보기
- 올림픽 엘살바도르 선수단